# 류가 고도쿠: 용과 같이
《류가 고도쿠: 용과 같이》(일본어: 龍が如く 류가고토쿠[*])는 세가 게임즈에서 2005년 12월 8일에 발매된 플레이스테이션 2용 액션 게임이다. 영어권에서는 《야쿠자》(Yakuza)라는 제목으로 발매됐다. 캐치 프레이즈는 ‘전설의 남자와 100억엔의 소녀’이다.
2016년에 리메이크 《용과 같이 극》이 출시됐다.

## 발매
2012년 11일 1일, HD 리마스터판인 《용과 같이 1&2 HD EDITION》이 플레이스테이션 3로 발매됐다.

### 《용과 같이 극》
리메이크 《용과 같이 극》이 2016년 1월 21일 일본에서 처음 발매됐다. 게임 내의 그래픽이나 프레임레이트 등을 개선하는 것은 물론, 이야기를 좀 더 명확히 설명하거나 프리퀄 《용과 같이 0》와 연결되는 분량이 추가됐다.

## 평가
| 통합 점수      | 통합 점수 |
| 통합사         | 점수      |
| -------------- | --------- |
| 게임랭킹스     | 78%       |
| 메타크리틱     | 75/100    |
| 평론 점수      |           |
| 평론사         | 점수      |
| 1UP.com        | A-        |
| 유로게이머     | 8/10      |
| 패미츠         | 37/40     |
| 게임 레볼루션  | C-        |
| 게임프로       | [ 9 ]     |
| 게임스팟       | 7.4/10    |
| 게임트레일러스 | 8/10      |
| 게임존         | 8.5/10    |
| IGN            | 8.2/10    |
| UGO            | A-        |

| 수상              | 수상                 |
| 평론사            | 수상                 |
| ----------------- | -------------------- |
| Japan Game Awards | Award for Excellence |
| Famitsu Awards    | Excellence Award     |